# Église Saint-Illiers de Bazemont
L'église Saint-Illiers est une église catholique située dans la commune de Bazemont, dans le département des Yvelines, en France.

## Historique

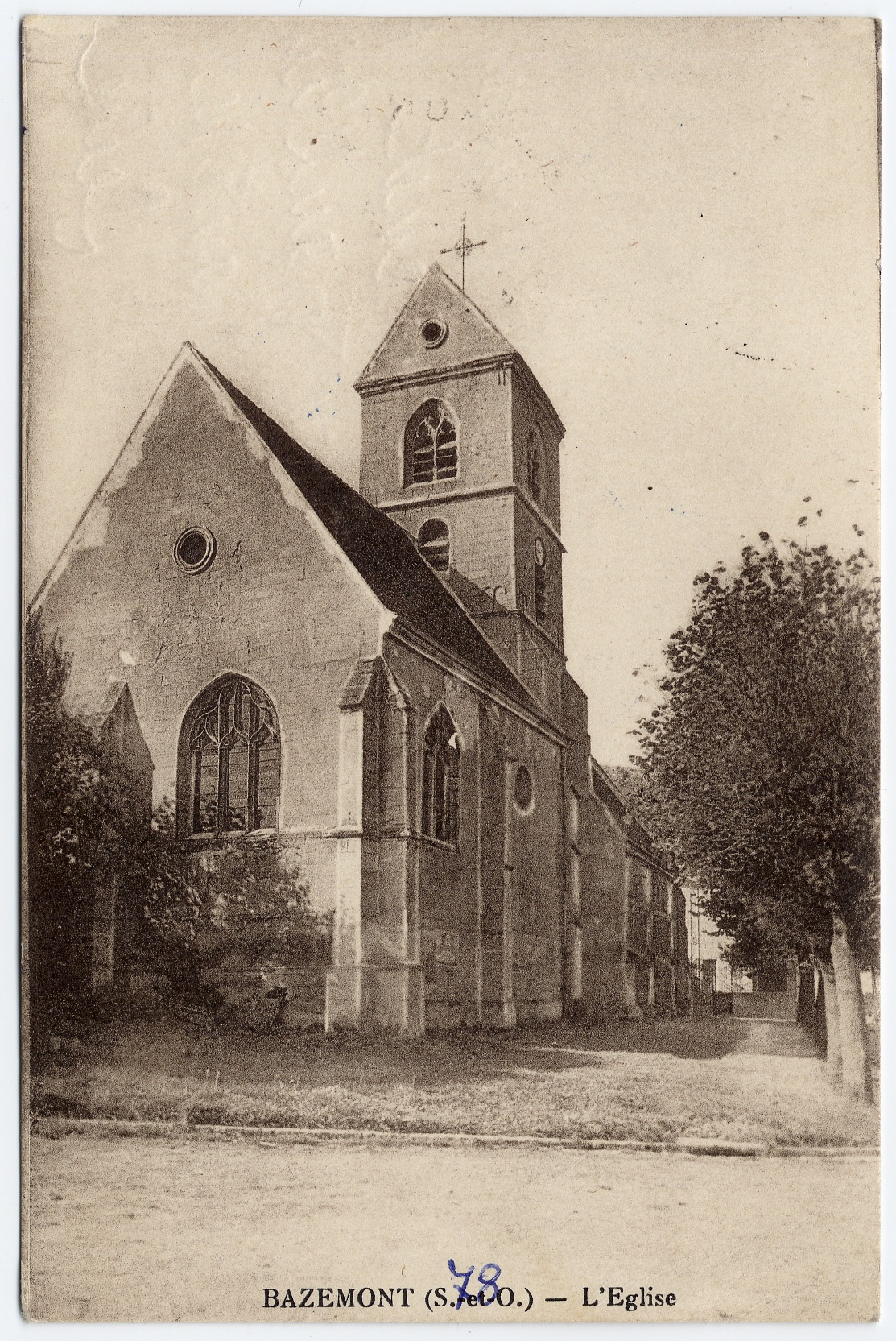
Église Saint-Illiers de Bazemont.

L'église a été érigée en paroisse en 1176.
De nombreux remaniements ont eu lieu de la Renaissance à nos jours.
Elle est inscrite au titre des monuments historiques par arrêté du 2 décembre 1933. 
Des travaux de rénovation sont menés en 2019. Une partie de la charpente est refaite, et des tuiles remplacées. 

## Description
Cet édifice est construit en pierre du pays, probablement du calcaire lutétien provenant de carrières repérées en 1971 à Bazemont et Aulnay-sur-Mauldre.
Elle est surmontée d'un clocher en bâtière. Elle contient de nombreux objets classés, dont le cénotaphe des seigneurs d'O, réalisé dans l'atelier du sculpteur Germain Pilon. Des travaux menés en mai 2000 ont mis au jour six statues sous le dallage de l'église, dont une de saint Quentin, et une autre de saint Roch.

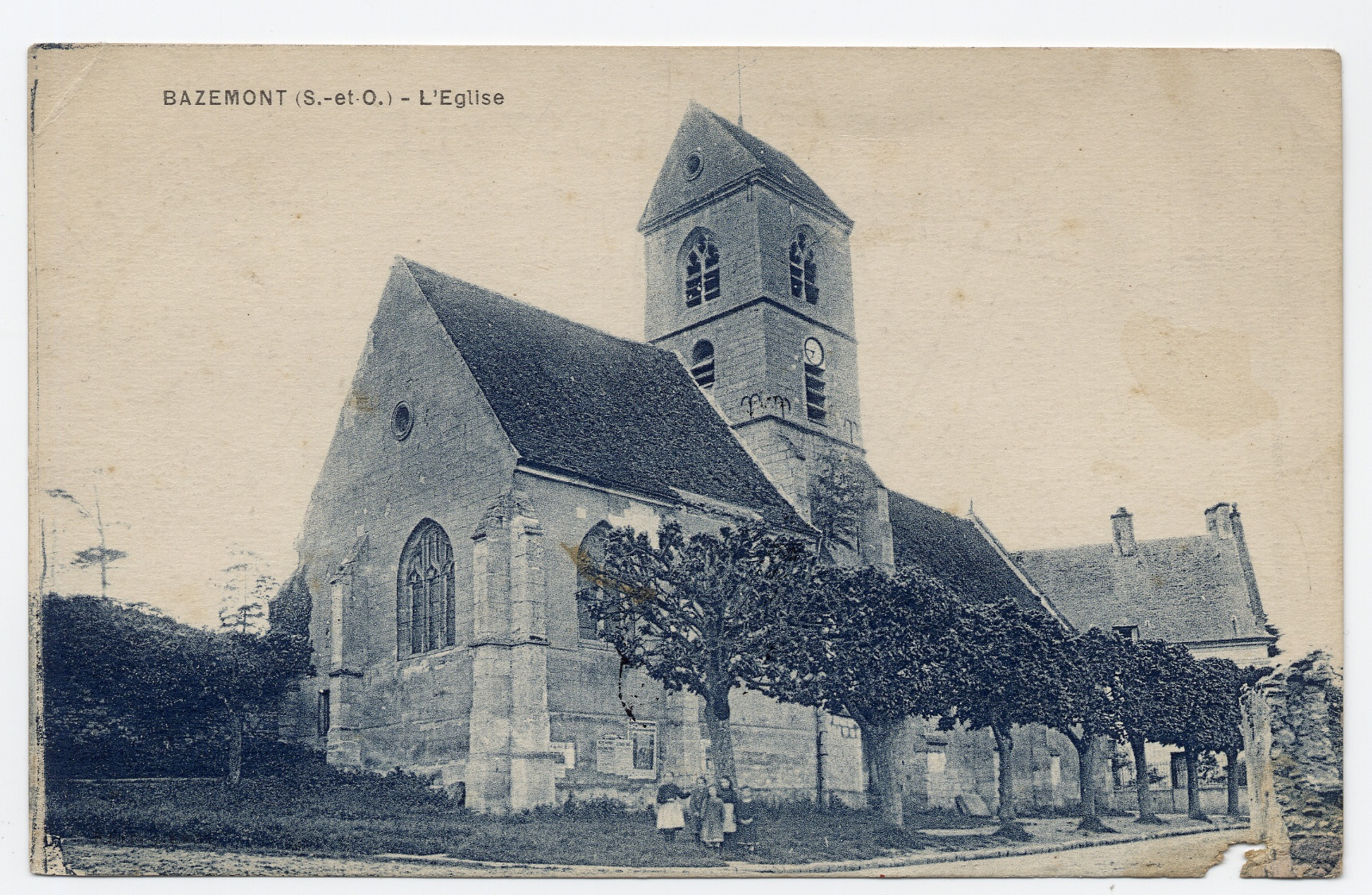